# Phengodidae
Phengodidae jsou čeleď brouků v nadčeledi Elateroidea. Samičky a larvy mají bioluminiscenční orgány, které ve tmě svítí. Brouci této čeledi jsou na americkém kontinentě rozšířeni od jihu Kanady do Chile.

## Taxonomie

### Rody
- Acladocera
- Adendrocera
- Brasilocerus
- Cenophengus
- Cephalophrixothorax
- Decamastinocerus
- Distremocephalus
- Eurymastinocerus
- Euryognathus
- Euryopa
- Howdenia
- Mastinocerus
- Mastinomorphus
- Mastinowittmerus
- Microphengodes
- Neophengus
- Nephromma
- Oxymastinocerus

- Paramastinocerus
- Paraptorthodius
- Penicillophorus
- Phengodes
- Phrixothrix
- Pseudomastinocerus
- Pseudophengodes
- Ptorthodiellus
- Ptorthodius
- Spangleriella
- Steneuryopa
- Stenocladius
- Stenophrixothrix
- Taximastinocerus
- Zarhipis
- Pseudotelegeusis
- Telegeusis